# هوانغ يو
هوانغ يو (بالصينية: 黄菊) هو سياسي صيني، ولد في 28 سبتمبر 1938 في شانغهاي في الصين، وتوفي في 2 يونيو 2007 في بكين في الصين بسبب سرطان البنكرياس. حزبياً، نشط في الحزب الشيوعي الصيني. وقد انتخب أمين لجنة شنغهاي للحزب الشيوعى الصينى (سبتمبر 1994 – أكتوبر 2002) وانتخب عمدة شانغهاي (أبريل 1991 – فبراير 1994) وانتخب نائب رئيس مجلس الدولة في جمهورية الصين الشعبية (15 مارس 2003 – 2 يونيو 2007).

## روابط خارجية
- هوانغ يو على موقع مونزينجر (الألمانية)